# Garbagna
Garbagna är en ort och kommun i provinsen Alessandria i regionen Piemonte i Italien. Kommunen hade 661 invånare (2018).